# Великобритания на «Евровидении-1957»
Великобритания дебютировала на «Евровидении-1957», проходившем в Франкфурте-на-Майне, (ФРГ), 3 марта 1957 года. На конкурсе её представляла Патрисия Бредин с песней «All», выступив третьей. В этом году страна заняла лишь седьмое место, получив 6 баллов. Комментаторами конкурса от Великобритании  в этом году стали Беркли Смит (BBC Television Service) и Том Слоан (BBC Light Programme). Глашатаем стал Дэвид Джейкобс.
Патрисия выступала в сопровождении оркестра под руководством Эрика Робинсона. Песня от Великобритании стала одной из самых коротких за всю историю конкурса, которая продлилась 1 минуту 52 секунды.

## «Евровидение-1956»
Великобритания одна из стран, которые должны были принять участие ещё в 1956 году, однако по неизвестным причинам отказались. Но конкурс транслировался по телеканалу BBC Television Service, комментатором конкурса выступил Уилфрид Томас.
В 1956 году в Великобритании прошёл The Festival of British popular songs, состоящий из 6 полуфиналов и финала, между которыми прошло 4 недели.
7 мая 1956 года прошёл первый отбор в телецентре BBC. Порядок выступления, а также некоторые песни так и остались неизвестны. Финал прошёл 22 октября того же года. По предварительным данным, на конкурс должна была отправлена песня «Little ship» Shirley Abicair, победительница первого отбора. По другим данным — «Ev’rybody falls in love with someone», в исполнении Denis Lotis и The Keynotes, которая победила на втором полуфинале, а также 22 октября в финале. Однако, она была выпущена в эфир 4 июня, что было поздно для участия в конкурсе.
| Артист          | Песня                | Место |
| --------------- | -------------------- | ----- |
| Shirley Abicair | «Little ship»        | 1-е   |
| Бейкер Кенни    | ?                    | ?     |
| Альма Коган     | «The old clockmaker» | ?     |
| Dennis Hale     | ?                    | ?     |
| Ронни Хилтон    | «Pedlar of dreams»   | ?     |
| The Kentones    | ?                    | ?     |
| Vanessa Lee     | ?                    | ?     |
| Брюс Трент      | ?                    | ?     |
| Фрэнки Вон      | ?                    | ?     |

## Национальный отбор
Полуфинал проходил в три этапа, на каждом этапе отбиралось по две песни, которые прошли в финал. Ведущим стал Дэвид Джейкобс. Все полуфиналы проходили в телевизионном центре BBC, отбор проводился с помощью жюри из 10 регионов, по 12 человек в каждом.

### Первый полуфинал (22 января 1957)
|   | Исполнитель            | Песня             |
| - | ---------------------- | ----------------- |
| 1 | Лита Роза              | «The way it goes» |
| 2 | Денис Лотис            | «Seven»           |
| 3 | Мариан Райан           | ?                 |
| 4 | Джон Хансон            | ?                 |
| 5 | Джени Марден           | ?                 |
| 6 | The Keynotes           | ?                 |
| 7 | Квартет Билла МакГаффи | ?                 |

### Второй полуфинал (29 января 1957)
|   | Исполнитель          | Песня           |
| - | -------------------- | --------------- |
| 1 | Джилл Дэй            | ?               |
| 2 | Ронни Хилтон         | «For your love» |
| 3 | Эдна Сэвидж          | ?               |
| 4 | Брайан Джонсон       | ?               |
| 5 | Лорре Десмонд        | ?               |
| 6 | Фрэнк Хоррокс        | ?               |
| 7 | Квартет Фрэнка Вейра | «Once»          |

### Третий полуфинал (5 февраля 1957)
|   | Исполнитель               | Песня                   |
| - | ------------------------- | ----------------------- |
| 1 | Кэрол Карр                | ?                       |
| 2 | Ширли Итон                | ?                       |
| 3 | Билл Мэйнард              | ?                       |
| 4 | The Keynotes              | «Don’t cry little doll» |
| 5 | Квартет Малкольма Локьера | «All»                   |

### Финал (12 февраля 1957)
|   | Исполнитель 1   | Исполнитель 2   | Песня                   | Место | Баллы |
| - | --------------- | --------------- | ----------------------- | ----- | ----- |
| 1 | The Keynotes    | Билл Мэйнард    | «Don’t cry little doll» | 4     | 14    |
| 2 | Полин Шеферд    | Кэрол Карр      | «Once»                  | 2     | 23    |
| 3 | Денис Лотис     | The Keynotes    | «Seven»                 | 5     | 13    |
| 4 | Малкольм Локьер | Патрисия Бредин | «All»                   | 1     | 39    |
| 5 | Ронни Хилтон    | Алан Бристоу    | «For your love»         | 5     | 13    |
| 6 | Лита Роза       | Стэн Родерик    | «The way it goes»       | 3     | 18    |

Финал национального отбора прошёл 12 февраля 1957 года в Королевском театре. Каждая композиция исполнялась дважды, а голосование проводилось региональными жюри. По итогам голосования Патрисия Бредин была выбрана в качестве представителя на конкурсе Евровидения.

## Страны, отдавшие баллы Великобритании
Жюри каждой страны из десяти человек распределяло 10 баллов между понравившимися песнями
| Отдали Великобритании… | Отдали Великобритании…                |
| 2 балла                | 1 балл                                |
| ---------------------- | ------------------------------------- |
| Швейцария              | Нидерланды Австрия Люксембург Бельгия |

## Страны, получившие баллы от Великобритании
| 2 балла | Дания Франция Австрия Италия |
| 1 балл  | Нидерланды Люксембург        |